# 玉女神駒
《玉女神駒》（英語：National Velvet）是1944年美國的一部體育題材的電影，改編自伊尼德·巴格諾爾德的同名小說。電影導演是克拉倫斯·布朗，主演則有伊麗莎白·泰勒、米基·鲁尼和安吉拉·蘭斯伯瑞。電影採用特藝七彩技術拍攝。

## 故事簡介
極愛騎馬的女孩維拉韋·布朗，偶然遇到退役騎師蓋隆尼，邀他回家用膳。布朗先生讓他留下來工作，維拉韋乃希望他幫忙訓練愛駒參加全國馬術大賽。然而布朗家並無足夠的錢支付報名費，直至母親給她一筆在多年前贏得的英吉倫海峽游泳比賽的獎金才解決問題。在溫馨感人的倫理故事結束後，是一場壓軸的精彩馬術大賽，將觀眾情緒帶至高潮。

## 外部連結

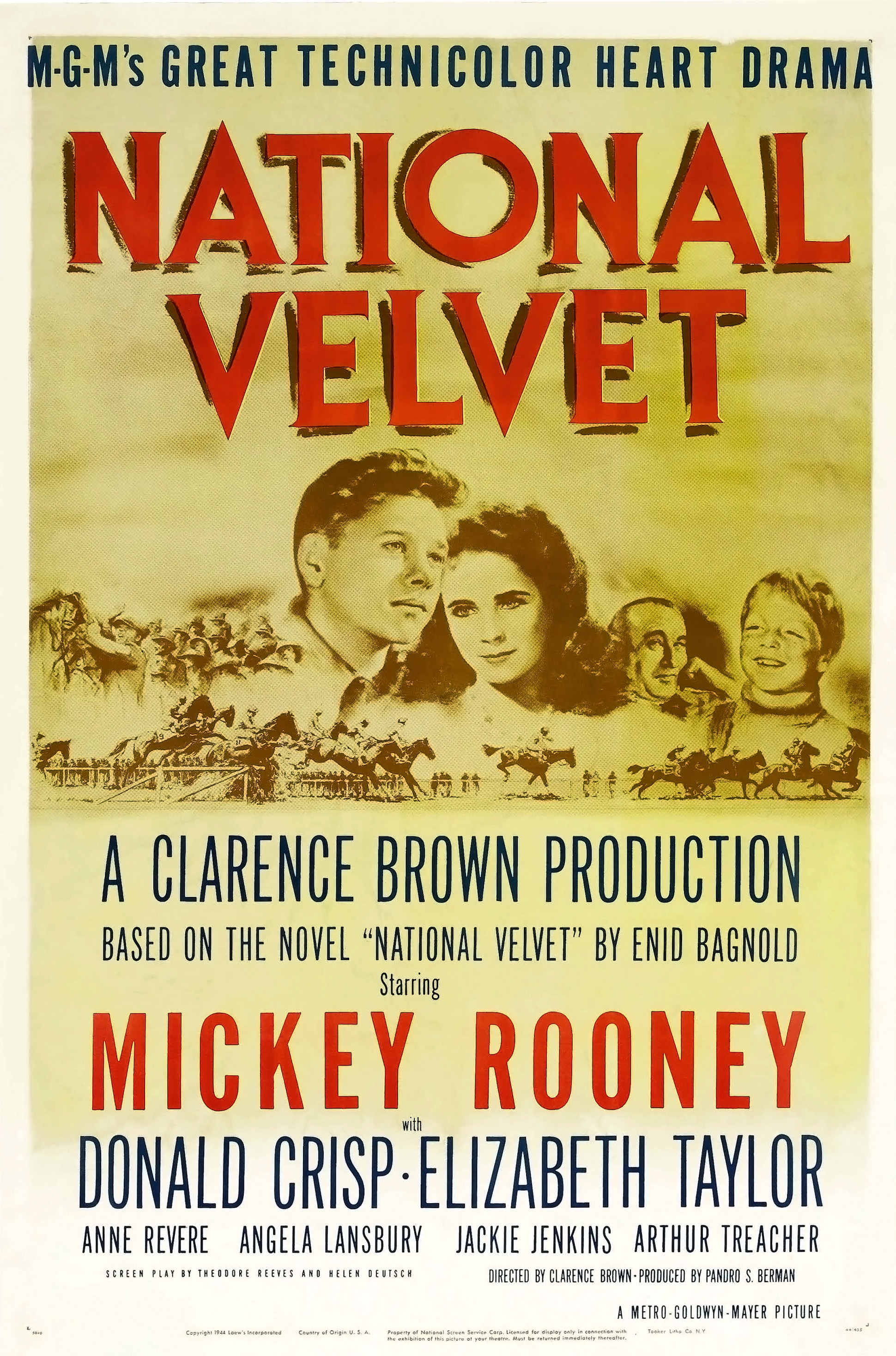
《玉女神駒》電影海報

- 互联网电影数据库（IMDb）上《National Velvet》的资料（英文）
- TCM电影资料库上《National Velvet》的资料（英文）
- AllMovie上《National Velvet》的资料（英文）
- 爛番茄上《National Velvet》的資料（英文）